# Bactrocera bipustulata
Bactrocera bipustulata
 es una especie de díptero que Mario Bezzi describió por primera vez en 1914. Bactrocera bipustulata pertenece al género Bactrocera de la familia Tephritidae.